# Malary (powiat starogardzki)
Malary (kaszb.Môlôrë) – wieś kociewska w Polsce położona w województwie pomorskim, w powiecie starogardzkim, w gminie Skarszewy.
W latach 1975–1998 miejscowość administracyjnie należała do województwa gdańskiego.
Inne miejscowości o nazwie Malary: Malary